# Квакенбрюк
Квакенбрюк (нем. Quakenbrück) — город в Германии, в земле Нижняя Саксония.
Входит в состав района Оснабрюк. Подчиняется управлению Артланд. Население составляет 12 881 человек (на 31 декабря 2010 года). Занимает площадь 17,95 км². Официальный код — 03 4 59 030.
Река Заяц берёт начало в северогерманской низменности, первоначально она текла по городу в семи рукавах. Квакенбрюк переводится как мост над трепетной болотистой местностью.
Более 750 лет назад был основан епископский земельный замок для защиты северной границы епископства Оснабрюк. Проживавшие здесь ремесленники и торговцы оставили большое культурно-историческое наследие.
Торговля способствовала расцвету города. Энергичное руководство Длинной улицы (как главной улицы) сохранялось столетиями. Разнообразная застройка из различных эпох отличает этот типичный северогерманский маленький городок, который не упустил и присоединение к модерну.
Старый город Квакенбрюк состоит более чем из ста фахверковых домов, украшенных флюгерами, малочастотными окнам, богато отделанными дверями и вывесками с готическим шрифтом. Лучший пример этого — Длинная улица со старыми торговыми домами с острыми фронтонами. Всюду является живое средневековье: в остатках старых городских укреплений и Высокой калитке, в готической церкви Рождества Христова, обеих мельницах и обновлённых старых «дворах воина».
Рыночная площадь является чутким центром города.
В Квакенбрюке располагаются многочисленные места отдыха: городской парк, озера, Двор Стрелка, а также спортивные площадки, бассейны под открытым воздухом, теннисный корт. Вы также можете заняться верховой ездой, полётами на дельтаплане, рыбной ловлей и прогулками на каноэ. Гости города могут путешествовать и на колёсах.
Сегодня население города составляет более 12 500 жителей.
Город Квакенбрюк — это исторический, экономический и культурный центр между Оснабрюком c севера и Ольденбургом со стороны Мюнстера. В городе находится известный агрономический техникум, готовящий специалистов для всего района; Христианская больница, крупный диабетический центр.
| Год  | Население |
| ---- | --------- |
| 1990 | 10 265    |
| 1995 | 11 861    |
| 2000 | 12 436    |
| 2005 | 12 693    |
| 2010 | 12 806    |

## Фотографии
- Ратуша
- Перед входом в местный отдел налоговой инспекции.Надпись перед фигуркой гласит: «горожанин, заплативший все налоги»
- Городской музей.
- Рыночная площадь